# ユリア (アグリッパの娘)
ユリアことウィプサニア・ユリア・アグリッピナ、（Vipsania Julia Agrippina, 紀元前19年/紀元前18年? - 紀元28年/紀元29年）は、古代ローマの将軍マルクス・ウィプサニウス・アグリッパと大ユリアの娘で初代ローマ皇帝アウグストゥスの孫。現代の歴史家からは他の同名の人物と区別して小ユリア（Julia the Younger）と呼ばれる。
ユリアは兄弟とともに、母方の祖父アウグストゥスと母方の継祖母リウィア・ドルシッラによって育てられ、教育を受けた。彼女の兄弟のように、彼女はアウグストゥスの王朝の計画で重要な役割を果たしたが、母親のように、彼女は後の人生の不貞のために恥をかかされた。

## 生涯

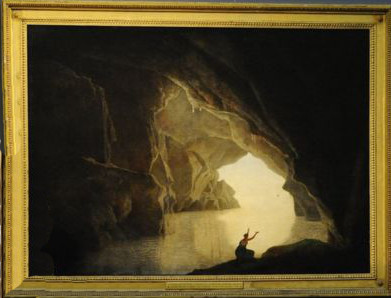
画像は1774年のイギリス人画家ジョセフ・ライト（ライト・オブ・ダービー）の歴史画で、サレルノ湾の洞窟にいるユリアが描かれている。

## ノート
1. ↑  E. Groag, A. Stein, L. Petersen – e.a. (edd.), Prosopographia Imperii Romani saeculi I, II et III (PIR), Berlin, 1933 – I 635